# Rio-Klasse
Die Rio-Klasse ist eine sechs Containerschiffe der Postpanmax-Klasse umfassende Schiffsklasse der deutschen Reederei Hamburg Süd. Die Schiffe wurden in den Jahren 2008 und 2009 in Dienst gestellt und sind mit einer Gesamtlänge von 286,45 Metern und einer Gesamtcontainerkapazität von 5905 TEU seit der Indienststellung der Schiffe der Santa-Klasse die zweitgrößten Containerschiffe der Reederei. Die Schiffe verkehren im Liniendienst zwischen Nordeuropa und der Ostküste Südamerikas. 

## Technische Daten
Die Rio-Klasse ist durch den Germanischen Lloyd klassifiziert. Der Schiffskörper besitzt die Klassifikation + 100 A5 E with Freeboard 5.974 M Container Ship IW BWM SOLAS-II-2 Reg. 19, die Maschinenanlage + MC E AUT RCP 1085/25.
Die Schiffe haben eine Gesamtlänge von 286,45 Metern, eine Breite von 40,00 Metern und bei einer Tragfähigkeit von 80.455 Tonnen einen Tiefgang von 13,50 Metern. Sie sind damit einen 40-Fuß-Container-Laderaum länger als die Monte-Klasse derselben Reederei. Die Anzahl der Container-Stellplätze beträgt 5905 TEU (20-Fuß-Container). Für 1365 Kühlcontainer sind Anschlüsse vorhanden. Die Ladekapazität für beladene, 14 Tonnen schwere 20-Fuß-Container ist mit 4380 TEU angegeben. Die Bruttoraumzahl (BRZ) beträgt 73.899, die Nettoraumzahl (NRZ) 31.228.
Angetrieben werden die Schiffe von einem Schiffsdieselmotor des Typs Wärtsilä-Sulzer 8RTA96C-B mit acht Zylindern und einer Leistung von 45.760 Kilowatt. Der Zweitakt-Kreuzkopf-Motor treibt einen Schiffspropeller an. Die „Rio“-Klasse erreicht eine Geschwindigkeit von 23,0 Knoten. Die Schiffe wurden mit einem Bugstrahler (2000 kW) und einem Heckstrahler (1500 kW) ausgestattet.
Die elektrische Energieversorgung erfolgt durch vier von Hilfsdieseln angetriebenen Generatoren (3 × 5.860 kVA, 1 × 3.857 kVA) bei der Spannung von 6.600 Volt.

## Schiffe
Drei Schiffe der Rio-Klasse wurden im Jahre 2008 in Dienst gestellt, drei weitere 2009. Die Namen der Containerschiffe beginnen alle mit „Rio“, daraus ist die Bezeichnung der Schiffsklasse abgeleitet. Der Bauauftrag für die ersten drei in Dienst gestellten Schiffe wurde am 1. Juni 2005 erteilt, gebaut wurden sie auf der Werft der Daewoo Shipbuilding & Marine Engineering;Co., Ltd. (HHI) in Okpo, Südkorea. Die drei 2009 in Dienst gestellten Schiffe wurden in Mangalia, Rumänien, bei Daewoo Mangalia Heavy Industries (DMHI) gebaut. 
Die Schiffe gehören jeweils zur Hamburg-Süd-Gruppe gehörenden Einschiffsgesellschaften. Die ebenfalls zur Hamburg-Süd-Gruppe gehörende Columbus Shipmanagement Gesellschaft (CSG) nimmt das Schiffsmanagement für vier der Rio-Klasse wahr. Die ersten beiden Schiffe der Klasse werden von Hamburg Süd selbst bereedert.
Alle Schiffe der Klasse kamen unter deutscher Flagge mit Heimathafen Hamburg in Fahrt. Mittlerweile fahren mehrere der Schiffe unter der Flagge Liberias mit Heimathafen Monrovia.

### Rio de la Plata
Die Rio de la Plata (IMO-Nummer 9357951) ist das Typschiff der Schiffsklasse. Die Kiellegung unter der Baunummer DSME 4122 war am 12. November 2007, das Aufschwimmen am 26. Januar 2008. Das Schiff wurde am 17. März 2008 getauft und nach dem Río de la Plata benannt. Der Río de la Plata ist die gemeinsame Mündung der großen südamerikanischen Flüsse Paraná und Uruguay, an der die wichtigen Häfen Buenos Aires und Montevideo liegen. Das Schiff wurde am 2. April 2008 abgeliefert und anfangs für kurze Zeit im Asien–Südamerika-Ostküsten-Dienst eingesetzt, bevor es in den Europa–Südamerika-Ostküsten-Dienst eingefädelt wurde. Das Schiff kam zunächst unter deutscher Flagge in Fahrt. Ab 2012 fuhr die Rio de la Plata unter liberianischer Flagge. Seit 2018 fährt das Schiff unter der Flagge Singapurs.

### Rio de Janeiro
Die Rio de Janeiro (IMO-Nummer 9357963) war der zweite Neubau der Rio-Klasse. Die Kiellegung des Schiffes unter der Baunummer DSME 4123 erfolgte am 4. Februar 2008, das Aufschwimmen war am 19. April 2008, getauft wurde es am 10. Juni 2008. Nach der Ablieferung am 12. Juni 2008 fuhr das Schiff zunächst bis zum Herbst 2008 im Asien–Südamerika-Ostküsten-Dienst. Das Schiff kam zunächst unter deutscher Flagge in Fahrt und fährt seit 2018 unter der Flagge Singapurs.

### Rio Negro
Die Rio Negro (IMO-Nummer 9357975) ist nach dem gleichnamigen Nebenfluss des Amazonas benannt. Mit dem Bau des Schiffes unter der Baunummer DSME 4124 wurde am 1. Mai 2008 begonnen. Die Kiellegung erfolgte am 16. Juni 2008 und das Aufschwimmen am 30. August 2008. Das Schiff wurde am 30. Oktober 2008 auf der Werft in Südkorea getauft und am 4. November 2008 an die Reederei abgeliefert. Übergangsweise wurde es bis zum Frühjahr 2009 im „New Good Hope Express Service“ zwischen Asien sowie Südafrika und der südamerikanischen Ostküste eingesetzt. Das Schiff kam zunächst unter deutscher Flagge in Fahrt und fährt seit 2018 unter der Flagge Singapurs.

### Rio Blanco

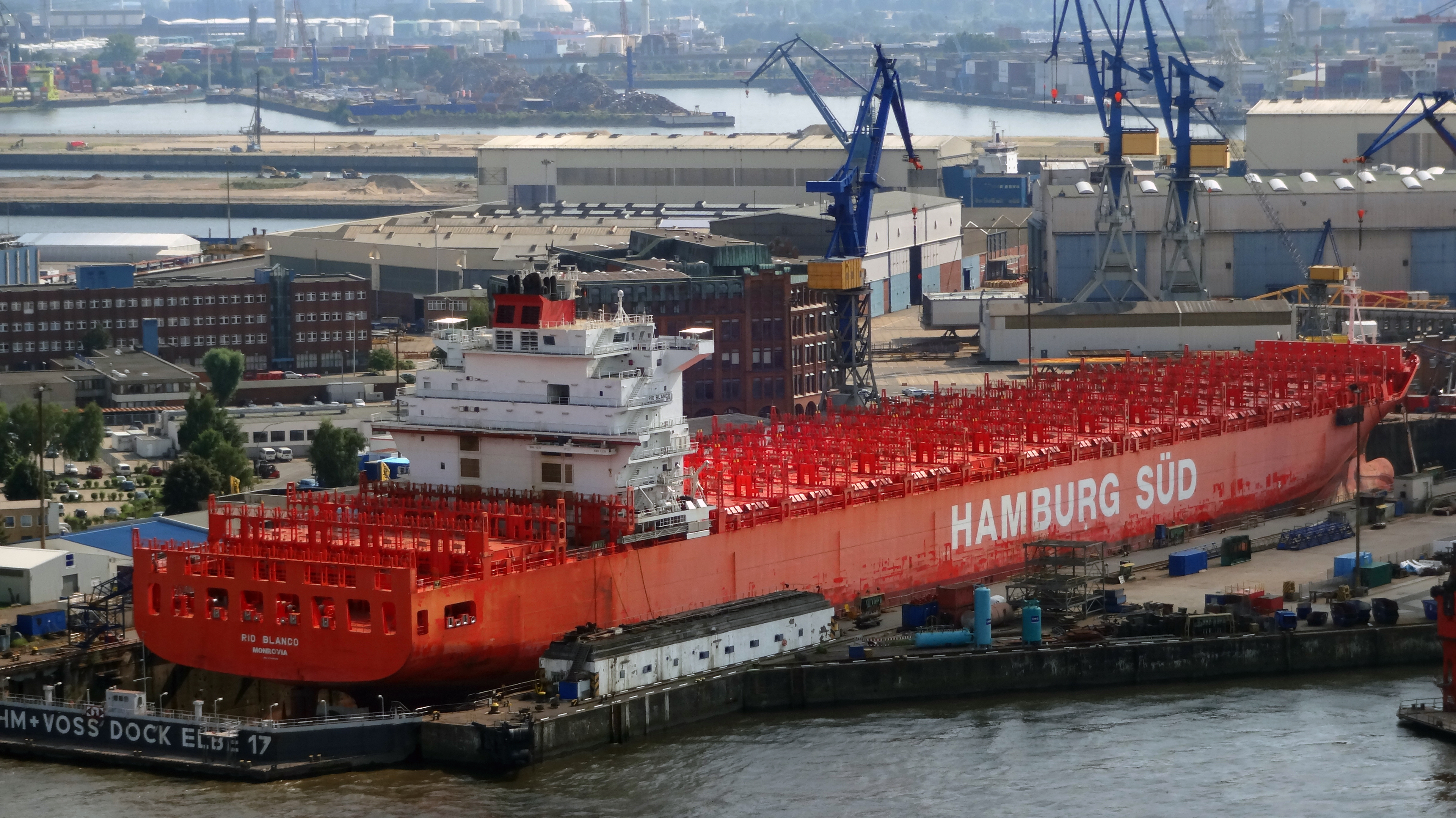
Rio Blanco im Trockendock Elbe 17 von Blohm + Voss im Hamburger Hafen

Die Rio Blanco (IMO-Nummer 9348089) ist das erste Schiff der Klasse, das in Mangalia, Rumänien, gebaut wurde. Es wurde unter der Baunummer 4069 gefertigt und am 3. Juni 2009 an Hamburg Süd abgeliefert. Die Schiffstaufe fand am 23. August 2009 am Container Terminal Burchardkai im Hamburger Hafen statt. Benannt ist es nach dem Río Blanco, einem Fluss in der Región de Valparaíso in Chile. Das Schiff wurde von Anfang an im „River Plate Express Service“-Liniendienst zwischen Europa und der Ostküste Südamerikas eingesetzt. Das Schiff kam zunächst unter deutscher Flagge in Fahrt. Ab 2012 fuhr die Rio Blanco unter liberianischer Flagge. Seit 2018 fährt das Schiff unter der Flagge Singapurs.

### Rio Bravo

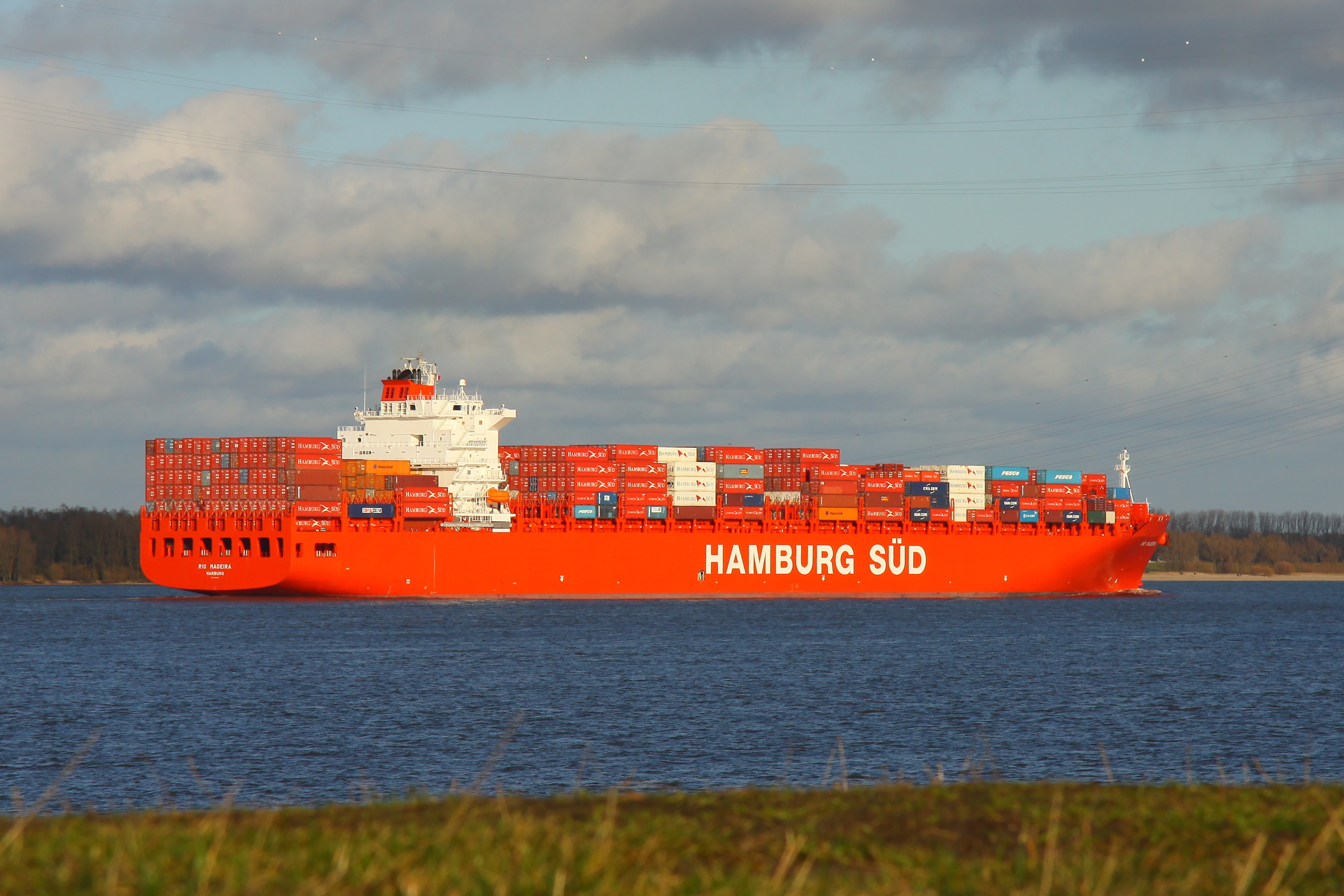
Rio Madeira auf der Elbe

Die Rio Bravo (IMO-Nummer 9348091) wurde auf der Daewoo-Werft in Mangalia unter der Baunummer 4070 gebaut und am 18. August 2009 abgeliefert. Das Schiff fuhr nach der Ablieferung zunächst zwischen Asien, Südafrika und der südamerikanischen Ostküste, bevor es Mitte Oktober 2009 in den Liniendienst zwischen Europa und der Ostküste Südamerikas wechselte. Getauft wurde es am 12. November 2009 im Hafen von Antwerpen, den es vorher erstmals anlief. Die Rio Bravo ist nach dem Rio Bravo del Norte, das ist der spanische Name des Rio Grande, benannt. Der Rio Grande ist ein Strom in den USA und in Mexiko. Das Schiff kam zunächst unter deutscher Flagge in Fahrt. Ab 2012 fuhr die Rio Bravo unter liberianischer Flagge. Ab 2018 fuhr sie unter der Flagge der Marshallinseln. Seit 2018 fährt das Schiff unter der Flagge Singapurs.

### Rio Madeira
Die Rio Madeira (IMO-Nummer 9348106) ist das letzte gebaute Schiff der Rio-Klasse. Es entstand auf der Daewoo-Werft in Mangalia unter der Baunummer 4071 und wurde dort am 11. November 2009 an die Reederei abgeliefert. Das Schiff wurde am 14. Januar 2010 in Montevideo, Uruguay, getauft und nach dem Rio Madeira, dem größten Nebenfluss des Amazonas (und größten Nebenfluss weltweit), benannt. Nach der Ablieferung fuhr das Schiff zunächst zwischen Asien und der südamerikanischen Ostküste. Nach der Taufe wurde es in den Linienverkehr zwischen Europa und der südamerikanischen Ostküste eingefädelt. Das Schiff kam zunächst unter deutscher Flagge in Fahrt. Ab 2013 fuhr die Rio Madeira unter liberianischer Flagge. Seit 2018 fährt das Schiff unter der Flagge Singapurs.

## Route
Die Schiffe der Rio-Klasse verkehren im Container-Liniendienst „River Plate Express Service“ der Reederei Hamburg Süd zwischen Europa und der Ostküste Südamerikas und ersetzen auf dieser Verbindung die Schiffe der „Monte“-Klasse. Auf der Linie verkehren sechs Schiffe. Eine Rundreise dauert 42 Tage. Jeder Hafen wird dadurch einmal wöchentlich angelaufen. In Nordeuropa werden nacheinander die Häfen von Rotterdam (Niederlande), Tilbury (Vereinigtes Königreich), Hamburg (Deutschland), Antwerpen (Belgien) und Le Havre (Frankreich) angelaufen. Nach der Überquerung des Atlantischen Ozeans werden in Südamerika nacheinander die Häfen von Santos (Brasilien), Buenos Aires (Argentinien), Montevideo (Uruguay), Rio Grande (Brasilien), wieder Santos und zuletzt Itaguaí (Brasilien) angelaufen (Stand 2009).

## Belege
Die Informationen dieses Artikels entstammen zum größten Teil aus
- Hamburg Süd (Hrsg.): Die Hamburg Süd tauft mit der „Rio de la Plata“ ihr bisher größtes Containerschiff. Pressemitteilung, Hamburg 17. März 2008. Abgerufen am 21. Juni 2009.
- Hamburg Süd (Hrsg.): 5.900 TEU-Containerschiff „Rio de Janeiro“ in Korea getauft. Pressemitteilung, Hamburg 10. Juni 2008. Abgerufen am 21. Juni 2009.
- Hamburg Süd (Hrsg.): „Rio Negro“ in Korea getauft. Pressemitteilung, Hamburg 30. Oktober 2008. Abgerufen am 21. Juni 2009.
- Hamburg Süd (Hrsg.): „Rio Blanco“ in Hamburg getauft. Pressemitteilung, Hamburg 24. August 2009. Abgerufen am 19. Januar 2010.
- Hamburg Süd (Hrsg.): „Rio Bravo“ wird heute in Antwerpen getauft. Pressemitteilung, Hamburg 12. November 2009. Abgerufen am 19. Januar 2010.
- Hamburg Süd (Hrsg.): „Rio Madeira“ in Montevideo getauft. Pressemitteilung, Hamburg 15. Januar 2010. Abgerufen am 19. Januar 2010.
- Hamburg Süd (Hrsg.): Rio de la Plata, Rio de Janeiro, Rio Negro,  Rio Blanco, Rio Bravo, Rio Madeira. In: Services & Büros; Flotte; Schiffe. Abgerufen am 19. Januar 2010.

Darüber hinaus werden folgende Einzelnachweise zitiert:
1. 1 2  DNV GL: Rio de La Plata. Abgerufen am 19. August 2017.
2. ↑  Hamburg Süd (Hrsg.): Columbus Shipmanagement GmbH. (Memento des Originals vom 29. Juni 2012 im Internet Archive)  Info: Der Archivlink wurde automatisch eingesetzt und noch nicht geprüft. Bitte prüfe Original- und Archivlink gemäß Anleitung und entferne dann diesen Hinweis. Abgerufen am 16. August 2012.
3. ↑  Daewoo-Mangalia Heavy Industries (Hrsg.): 03/06/2009 Delivery Hull No. 4069 „Rio Blanco“. In: News 2009 (Memento des Originals vom 9. Februar 2010 im Internet Archive)  Info: Der Archivlink wurde automatisch eingesetzt und noch nicht geprüft. Bitte prüfe Original- und Archivlink gemäß Anleitung und entferne dann diesen Hinweis.. Abgerufen am 19. Januar 2010.
4. ↑  Daewoo-Mangalia Heavy Industries (Hrsg.): 18/08/2009 Delivery Hull No. 4070 „Rio Bravo“. In: News 2009 (Memento des Originals vom 9. Februar 2010 im Internet Archive)  Info: Der Archivlink wurde automatisch eingesetzt und noch nicht geprüft. Bitte prüfe Original- und Archivlink gemäß Anleitung und entferne dann diesen Hinweis.. Abgerufen am 19. Januar 2010.
5. ↑  Daewoo-Mangalia Heavy Industries (Hrsg.): 11/11/2009 Delivery Hull No. 4071 „Rio Medeira“. In: News 2009 (Memento des Originals vom 9. Februar 2010 im Internet Archive)  Info: Der Archivlink wurde automatisch eingesetzt und noch nicht geprüft. Bitte prüfe Original- und Archivlink gemäß Anleitung und entferne dann diesen Hinweis.. Abgerufen am 19. Januar 2010.
6. ↑  Hamburg Süd (Hrsg.): River Plate Express Service (engl.). Abgerufen am 21. Juni 2009.